# Medalion (film)
Medalion (ang. The Medallion) – hongkońsko-amerykański film akcji z 2003 roku w reżyserii Gordona Chana.
Sammo Hung został nominowany do nagrody 23rd Hong Kong Film Awards w kategorii Best Action Design. Paddy Eason, Merrin Jensen, Lar Johansson i Matthew Gidney zostali nominowani do nagrody 23rd Hong Kong Film Awards w kategorii Best Visual Effects.

## Obsada
Źródło: Filmweb

- Alex Bao – Jai
- Christy Chung – Charlotte Watson
- Lee Evans – Arthur Watson
- Jackie Chan – Eddie Yang
- Julian Sands – Snakehead
- Anthony Wong Chau-Sang – Lester
- John Rhys-Davies – Commander Hammerstock-Smythe
- Johann Myers – Giscard
- Claire Forlani – Nicole
- Billy Hill – Miles Watson
- Edison Chen – kelner
- Nicholas Tse – kelner
- Neilí Conroy – recepcjonistka
- Siu-Ming Lau – handlarz antykami
- Anthony Carpio – mnich – strażnik
- Rick Nathanson – fizyk
- Alfred Cheung – Chiński profesor
- Chan Tat Kwong – mnich
- Chris Torres – zwolennik
- Matthew Sturgess – agent Interpolu Harrington
- Ricardo Mamood-Vega – agent Interpolu Martin
- Kirk Trutner Kirk Trutner – naukowiec hipis
- Mona Lynn – astrolog
- Howard Gibbins – profesor archeologii
- Diana C. Weng – tajna kobieta
- Chow Pok Fu – arcykapłan
- Wai Cheung Mak – mnich
- Bruce Khan – zbir
- Scott Adkins – zwolennik
- Matt Routledge – zwolennik
- Reuben Langdon – zwolennik
- Mark Strange – zwolennik
- Hiroyoshi Komuro – zwolennik
- Han Guan Hua – zwolennik
- Tara Leniston – opiekunka Jai
- Nicola Berwick – porwana pielęgniarka
- Paul Andreovski – porwany portier